# 職業訓練指導員 (鉄道車両科)
職業訓練指導員 (鉄道車両科)（しょくぎょうくんれんしどういん てつどうしゃりょうか）は、職業訓練指導員免許のうちの1つ。厚生労働省管轄。

## 受験資格
職業訓練指導員免許の受験資格と試験免除を参照。1級または2級鉄道車両製造・整備技能士、鉄工技能士の保有者は実務経験不要で、1級合格者は実技と関連学科が免除され、2級合格者は実技が免除される。

## 試験科目

### 学科試験
1. 指導方法（職業訓練原理、教科指導法、訓練生の心理、生活指導及び職業訓練関係法規）
2. 関連学科
  1. 系基礎学科
    1. 鉄道車両（鉄道車両　構造　車台　車体　材料）
    2. 製図（読図法）
    3. 安全衛生（安全管理　衛生管理）

  2. 専攻学科
    1. 製造法（機械工作法　材料力学　製造工程　鉄鋼材加工法　組立法　ぎ装法　調整法、検査法）
    2. 計測・制御工学（計測法　計測機器　制御理論　製造機器制御）

### 実技試験
1. 鉄道車両の組立て及び調整
2. 車両ぎ装諸装置の組立て及び調整